# Mittelsömmern
Mittelsömmern est une commune allemande de l'arrondissement d'Unstrut-Hainich, Land de Thuringe.

## Géographie
Mittelsömmern se situe près de la réserve naturelle du Großer Horn.
| Freienbessingen | Wolferschwenda | Hornsömmern |
| Blankenburg     | Mittelsömmern  | Kutzleben   |
| Bruchstedt      |                | Haussömmern |